# Nikaho

Nikaho (にかほ市 Nikaho-shi?) este un municipiu din Japonia, prefectura Akita.